# Borgo di Terzo
Borgo di Terzo est une commune italienne de la province de Bergame dans la région Lombardie en Italie.

## Administration
| Période                                  | Période | Identité | Étiquette | Qualité |
| ---------------------------------------- | ------- | -------- | --------- | ------- |
|                                          |         |          |           |         |
| Les données manquantes sont à compléter. |         |          |           |         |

### Communes limitrophes
Albino, Berzo San Fermo, Entratico, Luzzana, Vigano San Martino

## Personnalités liées à Bergame
- Francesco Nazzari (1638-1714) littérateur et journaliste